# Sleep Through the Static
Sleep Through the Static – piąty studyjny album Jacka Johnsona. Został nagrany w studiach Solar Powered Plastic Plant w Los Angeles. Była to jednocześnie pierwsza płyta Johnsona, która nie powstała na jego rodzimych Hawajach.
Pierwszy singel z tego albumu, „If I Had Eyes”, miał swoją premierę 17 lutego 2008 na oficjalnym profilu Johnsona w portalu MySpace. Kolejną piosenką, która została wydana jako singel była tytułowa „Sleep Through the Static”.
Sleep Through the Static zadebiutował na pierwszym miejscu zestawienia Billboard 200, rozchodząc się w pierwszym tygodniu od wydania w ilości 375 000 egzemplarzy, z czego 139 000 stanowiły zamówienia cyfrowe. Był to tym samym rekord tygodniowej sprzedaży cyfrowej albumów. Płyta zadebiutowała również na szczycie notowania United World Chart, rozchodząc się w liczbie 577 tys. kopii.
Album utrzymywał się miejscu #1 Billboard 200 przez trzy tygodnie (pierwszy tydzień - 375 000 egzemplarzy, drugi tydzień - 180 000 egzemplarzy, trzeci tydzień - 108 000 egzemplarzy). W czwartym tygodniu od wydania płyta spadła na miejsce trzecie, rozchodząc się w ilości około 92 000 kopii.

## Lista utworów
1. "All At Once" - 3:38
2. "Sleep Through the Static" - 3:43
3. "Hope" - 3:42
4. "Angel" - 2:02
5. "Enemy" - 3:48
6. "If I Had Eyes" - 3:59
7. "Same Girl" - 2:10
8. "What You Thought You Need" - 5:27
9. "Adrift" - 3:56
10. "Go On "- 4:35
11. "They Do, They Don't" - 4:10
12. "While We Wait" - 1:26
13. "Monsoon" - 4:17
14. "Losing Keys" - 4:28

## Pozycje na listach i sprzedaż
| (2008)                          | Pozycja        |
| ------------------------------- | -------------- |
| ARIA Charts                     | 1 (5 tygodni)  |
| Belgium Albums Chart            | 50             |
| Dutch Albums Chart              | 4              |
| Greek Albums Chart              | 9              |
| Irish Albums Chart              | 1              |
| New Zealand Albums Chart        | 1 (3 tygodnie) |
| Norwegian Albums Chart          | 17             |
| Spanish Albums Chart PROMUSICAE | 14             |
| Swedish Albums Chart            | 13             |
| UK Albums Chart                 | 1 (2 tygodnie) |
| U.S. Billboard 200              | 1 (3 tygodnie) |
| United World Chart              | 1              |

| Kraj               | Przyznający   | Status  | Sprzedaż   |
| ------------------ | ------------- | ------- | ---------- |
| Australia          | ARIA          | Platyna | 70,000+    |
| Wielka Brytania    | BPI           | Złoto   | 167,000    |
| Stany Zjednoczone  | RIAA          | Platyna | 1,500,000+ |
| Japonia            | Oricon        | Złoto   | 54,469     |
| United World Chart | Media Traffic |         | 2,500,000+ |